# Antoine-Louis Séguier
Pour l’article homonyme, voir Séguier.
Antoine-Louis Séguier (1er décembre 1726 à Paris - 26 janvier 1792 à Tournai) est un magistrat et avocat français.

## Biographie
Il effectue ses études chez les Jésuites du collège de La Flèche puis du collège Louis-le-Grand de Paris.
Il est reçu avocat du roi en 1748, avocat général au Grand Conseil en 1751, puis au Parlement de Paris en 1755. ll démissionne en avril 1771 et se retire « volontairement à une terre éloignée de Paris ». En 1774, il reprend sa charge d'avocat général au parlement  et l'exerce jusqu'en 1789.
Protégé de Louis XV, il est élu membre de l'Académie française en 1757: pour sa réception il fait un discours qui est un éloge de Fontenelle.
Il laisse des mémoires, des réquisitoires et quelques autres discours. Le plus célèbre est celui prononcé lors du lit de justice du 12 mars 1776, tenu pour l'enregistrement de deux édits de Turgot, celui qui remplace la corvée royale par une taxe payée par les propriétaires et celui qui supprime les jurandes pour libéraliser le travail: Seguier y voit une révolution qui subvertit la monarchie et l'ordre social.
Il est hostile aux philosophes des Lumières, qu'il qualifie de « secte impie et audacieuse » et dont il dénonce la « fausse sagesse ».
Il poursuit les auteurs de livres "séditieux". Ainsi demande-t-il que soient détruits par le feu sept ouvrages, dont le Système de la nature paru à Londres en 1770, signé Mirabaud, dont l'auteur est le baron d'Holbach. Il requiert aussi l'autodafé du Catéchisme du Citoyen, publié anonymement en 1775 par l'avocat bordelais Guillaume Joseph Saige.
Séguier joua aussi un rôle essentiel dans l’affaire dite des Roués de Chaumont en dénonçant au Parlement le Mémoire justificatif dans lequel le président Dupaty informait le roi de cette énorme erreur judiciaire. Selon Séguier, Dupaty ne se bornait pas à dénoncer d’éventuels dysfonctionnements isolés, mais tentait de discréditer publiquement l’institution judiciaire. Sur la  base de son réquisitoire, le Parlement condamna sommairement le Mémoire justificatif à la lacération publique qui sera exécutée le 18 août 1786. Dupaty obtiendra finalement l’acquittement des trois condamnés.
Séguier fut reçu dans la Confrérie des Pénitents blancs de Montpellier en 1772 et en devient prieur en 1778.
Il émigre dès les débuts de la Révolution en 1790 et meurt en Belgique en 1792. Il est enterré dans l'église Saint-Jacques à Tournai (pierre tombale à l'entrée à droite).

## Famille
Le 29 décembre 1767 il épouse Marguerite Henriette Vassal, fille de Jean Vassal, écuyer, secrétaire du roi près la chambre des comptes de Montpellier et receveur général des finances du Languedoc et Julie Duveil. Ils ont pour enfants :
- Antoine-Jean-Matthieu Séguier (1768-1848) commandeur de la Légion d'honneur en 1804, Grand Croix de la Légion d'honneur en 1834, pair de France, vice-président de la chambre des Pairs, premier président de la cour royale de Paris[7]
- Armand-Louis-Maurice Séguier (1770-1831) page de la petite écurie en 1779, sous-lieutenant dans les dragons de Lorraine, consul à Patna (sur le Gange en Inde), commissaire des relations commerciales à Trieste en 1806, consul-général dans les provinces illyriennes. Chevalier de la Légion d'honneur en 1809 ; chevalier de l'ordre de Saint-Louis le 11 octobre 1814, consul général à Londres en 1815-1826. Officier de la Légion d'honneur en mai 1821, commandeur de la Légion d'Honneur en octobre 1826[8].